# Benedek László (ideggyógyász)
Benedek László Géza (Belényes, 1887. szeptember 5. – Kitzbühel, 1945. szeptember 6.) magyar ideggyógyász, egyetemi tanár, a magyarországi eugenika egyik képviselője.

## Élete

### Családja
Szülei Benedek László, református vallású járásbíró, később ítélőtáblai bíró és papfalvai Papfalvy Ilona.
Első feleségét, a már kétszer férjnél volt Chorin Ilonát (1892. május 26.–) 1922. augusztus 18-án vette el, annak hétéves kisfiával. Így apósa az 1925-ben elhunyt idősebb Chorin Ferenc volt. 1927 előtt elváltak, mert Chorin Ilona 1927. szeptember 8-án Szász (Schlesinger) Ernő (1881. június 9. – 1935) részvénytársasági vezérigazgató, kormányfőtanácsoshoz ment feleségül.
1937. augusztus 3-án Budapesten feleségül vette Zilahy Irén színésznőt.

### Pályafutása

#### Iskolái
Középiskolai tanulmányait a belényesi és a nagyszalontai gimnáziumokban kezdte, ezután a békéscsabai evangélikus Rudolf Főgimnáziumban folytatta, majd egy évet (a VI. osztályt) a hódmezővásárhelyi gimnáziumban végzett el, végül két évig a debreceni református főgimnáziumba járt, s 1904/1905-ben itt tett érettségit. A szülői házból a magyaron kívül, mint jogász gyermeke, tudott németül, latinul, gyermektársaitól románul, majd ezek birtokában a francia, olasz és angol nyelvet már könnyen elsajátította. Közepes tanuló volt, de a Kolozsvári Magyar Királyi Ferenc József Tudományegyetemen évfolyamtársa — dr. Kováts Ferenc, a későbbi pulmonológus professzor — visszaemlékezése szerint már korán kitűnt, s másodéves korában Apáthy intézetében sajátította el a legkorszerűbb szövettani vizsgálati módszereket. Neves tanárai voltak még Lőte József, Rigler Gusztáv és a kriminológus Kenyeres Balázs. Kitűntek az ekkor jeles tanári karból Marschalkó Tamás és Makara Lajos professzorok is. 1910. november 26-án szerezte meg orvosdoktori oklevelét „summa cum laude” minősítéssel.

#### Kolozsvári időszaka
Ezután 1910. április 1-től az egyetem Kórbonctani Intézetében Buday Kálmán professzor, majd 1911. március 1-től ugyancsak az egyetem Ideg- és Elmekórtani Intézetében Lechner Károly professzor mellett volt gyakornok. 1912. június 2-től már fizetéses tanársegédként működött ugyanitt. Közben, 1911 folyamán Lechner Károly külföldi tanulmányútra küldte. A közel egy évig tartó tanulmányút alatt egyes neves intézetekben hónapokat töltött, s személyesen ismerte meg a legújabb eljárások, elméletek és módszerek kidolgozóit. Bécsben Wagner-Jauregg intézetét tanulmányozta, Münchenben Emil Kraepelin módszereit ismerte meg közelről, Berlinben Friedrich Kraus intézetében, Zürichben Auguste-Henri Forelnél és Eugen Bleulernél járt, Párizsban ellátogatott a Salpêtrière kórházba, és az egyik legrégibb egyetemen, Paviában, Camillo Golginál a szövetfestési eljárást tanulta meg. John Hughlings Jacksont mindenképpen meg akarta látogatni, ezért Angliába is elutazott, de a személyes találkozás a példaképének tekintett orvos éppen ekkor bekövetkezett halála miatt elmaradt.
Az első világháborúban 1914-től zászlóaljorvosként vett részt a galíciai fronton, ahol megsebesült. Lábadozása és felépülése idején, 1917-ben az ideggyógyászat tárgyköréből megszerezte magántanári képesítését a kolozsvári egyetem orvosi karán. A hadi helyzet miatt 1917-ben ismét a frontra szólították és San Daniele del Friuliban az I. és a VI. hadsereg kórháza központi idegosztályának volt a vezetője. 1918-ban a kolozsvári tartalékkórház III. osztályának vezetőjeként dolgozott, a „spanyol járvány” következményeivel küzdött, azt kutatta. 1918. december 24-e után is Kolozsváron maradt, s Erdélyi Orvosi Lap címen 1920. szeptember 1-jétől Purjesz Béla magántanárral kéthetente megjelenő orvosi lapot indított.

#### A debreceni egyetemen
1921. október 1-től Lechner professzor első számú jelöltjeként a debreceni Tisza István Tudományegyetem Orvosi Kara Elme- és Ideggyógyászati Klinikájának nyilvános rendes tanárává és klinikai igazgatójává nevezték ki. Az 1927 elejéig még épülő önálló klinikaépület miatt az Ideg- és Elmekórtani Klinika is a Városi Közkórház elmeosztályán kapott ideiglenes elhelyezést. Első munkatársai Máday István (1879–1959) neurológus, individuálpszichológus (I. tanársegéd), Csörsz Károly humángenetikus (II. tanársegéd), Follmann János valamint a fiatalon elhunyt nosziczi és ernyédi Thurzó Jenő gyakornokok voltak. Évek során már működése eredményeként emelkedtek ki hallgatói közül: Bagothay László, Kulcsár Ferenc, Nagy Mihály, Pap Zoltán, Széky Antal. Az 1935–1936-os tanévben a Debreceni Tudományegyetem rektora volt.
A nemzetközi szakmai kapcsolatok építésében — már nyelvtudása miatt is — erőteljesen közreműködött. Bécsben és Uppsalában tartott előadást (1932), a londoni, 1933 szeptemberében tartott nemzetközi ideggyógyász kongresszus igazgatói tanácsában Magyarország képviselője volt, s egyúttal tárgyalt a Nemzetközi Eugenikai Szövetség elnökségével. 1934 augusztusában a londoni székhelyű Nemzetközi Antropometria Committee pszichiátriai tanácsadónak kérte fel, 1935-ben pedig szintén Londonban számolt be röntgen-diagnosztikai eredményeiről.
Rektori időszaka alatt számos magyar és külföldi vendég látogatta meg az egyetemet. Az 1930-as évek közepére kezdett konszolidálódni az egyetem könyvtárának a helyzete – „ebben nem kis szerepe volt az 1935/1936-i tanév rektorának, Benedek László orvoskari professzornak, aki elődeinél nagyobb érdeklődéssel kísérte a könyvtár tevékenységét és a támogatásban is nagyvonalúbbnak bizonyult”.
1928-ban alapító tagja volt a Magyar Pszichológiai Társaságnak, s javaslatára a debreceni Tisza István Tudományegyetem Orvostudományi Kara alapító tagként egyhangúlag és testületileg belépett a Magyar Pszichológiai Társaságba. 1931 áprilisában fiatal kora és debreceni székhelyű működése ellenére megválasztották a társaság elnökévé (e tisztséget két cikluson keresztül viselte), mely tény országos szakmai elismertségét is mutatja, bár klinikai főtárgyai név szerint nem említik a pszichológiát (Ideg- és elmegyógyászat, heti ötször egy óra, plusz az ehhez társuló Ideg- és elmegyógyászati kórjelzéstan/diagnostica gyakorlat), de az orvosi pszichológia minden bizonnyal előadásainak része volt.

#### A budapesti egyetemen
Még rektori éve alatt Schaffer Károly nyugalmazása miatt 1936. augusztus 28-án kinevezték a Pázmány Péter Tudományegyetemen az elme- és idegkórtan nyilvános rendes tanárává és az Elme- és Idegkórtani Klinika igazgatójává, mely állásokat 1944-ig töltötte be. Jelentős hatást gyakorolt tanítványainak későbbi generációjára is: Mérei F. Tiborra, Udvarhelyi Györgyre, s Benedek István (nem rokona), Bekény György is jelentőségének megfelelően emlékeztek vissza rá és értékelték.

#### Személyisége
Életrajzírói, visszaemlékező pályatársai, tanítványai szerint extrovertált, individualista egyénisége jó testi adottságaiból (fiatal korában a római birkózás többszörös magyar bajnokaként díjakat nyert) és töretlen pályafutásából eredt. Az 1930-as évek végén vitézzé avatták háborús sérülései miatt. A Tiszántúli Autó és Motor Klub igazgatójává is megválasztották.
Egyetemi állásai mellett magánpraxisa is volt. Anyagi bőségben, messze jobb életkörülmények között élt, mint professzor pályatársai. A társadalmi elit tagjaként (már házasságai révén is) a társasági életben teljes bevetéssel vett részt, remekül táncolt, sziporkázó szellemességével kápráztatta el vendégeit. Debreceni korszakában a helyi közéletnek egyik reprezentatív alakja volt, baráti köréhez tartozott, s egyben egyik támogatója (és az egyetemé is) a markánsan liberális elvű Baltazár Dezső református püspök. A társadalmi rendezvények színpadias megnyilvánulásain kívül a személyiség minden irányú szabadságának tisztelete élt benne, így „erős individualizmusából a szuverenitás elvárása is szükségszerűen következett”. „A két világháború közötti időszakban konzervatív korával azonosult, amelytől (nem érdemtelenül) mindent megkapott, de idegenkedett a politikai szélsőségektől.”
Impulzív egyénisége pezsdítően hatott a környezetére tudományos téren is, nyitott és érdeklődő volt, előadásai színesek, érdekfeszítőek voltak. Pap Zoltán debreceni tanársegéde 1977-ben így emlékezett rá, mint tanár-tudósra: „Nem ismerte a csüggedést, a megtorpanást. Örökké tervek, problémák foglalkoztatták, és ez a soha meg nem torpanó munkalendület magával sodorta tanítványait is. Ennek tudható be, hogy a klinikán termékeny kutatómunka folyt, s tanítványai közül öten szereztünk egyetemi magántanári képesítést. Teret engedett az önálló kutatásra. Valamennyiünket csak »kartárs úrnak« szólított. … a készülő tanulmányaihoz rengeteg jegyzetet készített. Az átbúvárolt irodalom adatait részben feljegyezte, részben az emlékezetében rögzítette. Nem emlékszem, hogy egyetlen dolgozatát is megírta volna saját kezűleg, hanem amikor már mindent átgondolt és rendszerezett az elméjében, az egészet gépbe diktálta. Ezen már ritkán változtatott.”

#### Halála

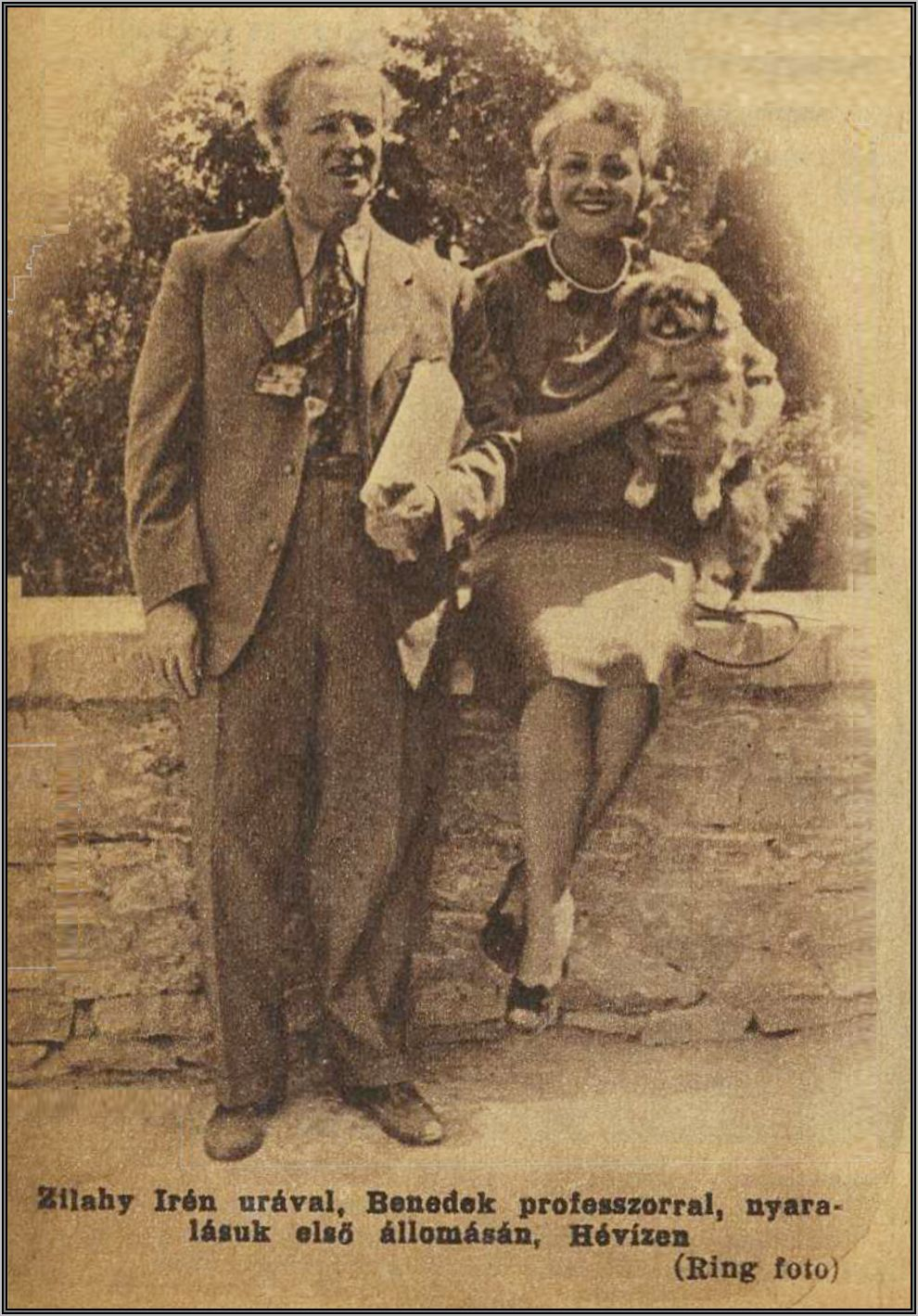
Benedek László és Zilahy Irén 1941-ben

1944 áprilisában Budapest első bombázásakor a XI. kerület Himfy u. 5. szám alatti házuk telitalálatot kapott, és az óvóhelyen lévők, köztük felesége, Zilahy Irén is meghaltak. E tragédia Benedek Lászlót megtörte. „A tragikus hír hallatára egész személyiségében megrendült, lehangolttá, szorongóvá vált, lelki egyensúlyát többé nem kapta vissza. Nővérével együtt a visegrádi villájába költözött ki, de itt sem tudott megnyugodni. 1944. május havában említette először, hogy elhagyja Magyarországot. Herbert Olivecrona segítségét kérte, hogy kijuthasson Svédországba.”
Budapesti klinikáját 1944 októberéig vezette. Szálasi hatalomra jutásának reggelén elhagyta Magyarországot. Svédországba akart emigrálni, de Ausztriában rekedt. Súlyos depresszió vett erőt rajta, s egy tiroli nyaralóhely szanatóriumában szíven lőtte magát.
Sírjának helye máig ismeretlen.

## Szakmai elismertsége
- A Brazil Idegorvosok Egyesülete (1939),
- a Svéd Idegorvosok Egyesülete (1942),
- a Német Idegorvosok Egyesülete (Verein für Deutscher Nervenärzte),
- a bécsi Pszichiátriai és Neurológiai Egyesület (Verein für Psychiatrie und Neurologie) tiszteleti tagja.
- A Nemzetközi Antropometria Committee pszichiátriai tanácsadónak kérte fel (1934).
- A Permanent Committee of International Federation of Eugenic Organisation magyarországi képviselője.
- A Magyar Psychológiai Társaság elnöke (1931–1939),[16] majd örökös tiszteletbeli elnöke.
- A Magyar Individual-Psychológiai Társaság tiszteletbeli elnöke.
- A Magyar Elmeorvosok Egyesületének másodelnöke, majd elnöke.
- A Magyar Családvédelmi Szövetség Fajegészségügyi és Fajnemesítési Szakosztályának társelnöke.

## Díjai, kitüntetései
- Signum Laudis a vitézségi érem szalagján a kardokkal
- II. osztályú Vöröskereszt tiszti keresztje hadi ékítményekkel
- Károly-csapatkereszt
- Porosz vitézségi érdemérem
- Bajor vitézségi érdemérem

## Jelentősége, munkássága
Tudományos munkássága az elmekórtan, az ideggyógyászat, az orvosi lélektan, a társadalompszichológia, a törvényszéki elmeorvos-szakértői véleményezés számos kérdését öleli fel. Foglalkozott az öröklődő ideg- és elmebajok gyakoriságának és társadalmi veszélyességének feltárásával, a paralysis progressiva lázterápiájával, a központi idegrendszer gyulladásaival, az ependyma-daganatokkal, az alvásközponttal, a narcolepsia problémájával, a Korszakov-tünetegyüttessel, a Parkinson-kór öröklődésével, a cerebralis angiográfiával (agyi érfestés), kidolgozta a koponyakopogtatás módszerét. Egy Rencz Antal röntgenológussal együtt kifejlesztett speciális készülékkel háromdimenziós röntgen-felvételt készített az agyvelőről. Magyarországon elsőként alkalmazta az 1960-as évek végéig használt, azóta betiltott inzulinsokk-kezelést skizofréniás betegeken. Több vizsgálati eljárást dolgozott ki a gerincvelő-folyadék vizsgálatára, reflexvizsgálatokra.

## Művei
A kolozsvári Egyetem című ifjúsági lap szerkesztője volt 1909-ben. A Magyar Pszichológiai Szemle társszerkesztője. Sokat publikált, körülbelül 350 közleménye jelent meg magyarul, németül, angolul, franciául különböző folyóiratokban. 21 monográfiájának és 226 nagyobb közleményének bibliográfiája megtalálható Szállási Árpád Benedek Lászlóról írt életrajzának 49–62. oldalán.

### Eugenikaitémájú írásai
Benedek László 1929-től foglalkozott erőteljesebben az öröklődő ideg- és elmebajok gyakoriságának és társadalmi veszélyességének kérdésével. Ekkor érlelődött meg benne a cselekvő, negatív és pozitív eugenika gondolata. Erről magyarul és németül több közleményt is írt, s bár nagyszámú publikációja között ilyen tárgyú írás csupán 11 darab (ezeknek is kb. a fele ugyanannak a szövegnek fordítása), de 1931-ben, német nyelven megjelent műve teljeskörűen kifejti az általa képviselt álláspontot. 1931. május 30-án a magyar elmeorvosok országos értekezletén eugenetikai törvényjavaslatot terjesztett elő a cselekvő eugenika társadalmi szintű szabályozására, illetve az öröklésbiológiai intézet felállítására és az örökléstan kötelező egyetemi oktatására vonatkozólag. Ezt 1932 tavaszán az igazságügyi, majd a népjóléti miniszternek, s Károlyi Gyula miniszterelnöknek is benyújtotta.
A két évvel később, a Harmadik Birodalomban megszületett eugenikai rendelkezésekhez képest itt kifejtett nézetei eltérnek annyiban, hogy a sterilizációra javasolt örökletes betegségek köre nála valamivel szűkebb, illetőleg a visszaeső bűnelkövetőkkel szembeni eljárás körültekintőbb. Jelentős és hangsúlyos eltérés, hogy az örökletes betegségek indikációs spektrumában soha nem merül fel nála népcsoportok szerinti javaslat, ahogy a házasságkötési akadályok között sem. S ami a leginkább hangsúlyos különbség, hogy a terméketlenné tevést az érintettek beleegyezésével, s nem kényszer útján képzelte el.
Törvényjavaslatát a Közegészségügyi Tanács „az eugenika tartózkodó kritikusának,” Schaffer professzornak adta ki véleményezésre, aki Benedek elaborátumát több ponton is kifogásolta, így végső konklúziója alapján nem került a törvényhozás elé.
Szorosan az eugenikáról – az öröklésbiológiával és fajhigiéniával kapcsolatos írásait leszámítva – az alábbi műveket írta:
- Benedek László: Az eugenikai törekvések Magyarországon. (Továbbképző előadás) Magyar Orvos 1931, 8. szám, 200–201. oldalak
- Benedek László: A cselekvő eugenikának és a psychiátriának öröklésbiológiai és orvosi vonatkozásai. A Monatschrift Ungarischer Mediziner, 1931. évi 10. száma, 1–72. p. Druckerei der Pester Lloyd-Gesellschaft
- Benedek László: Időszerű adatok az elimináló eugenica kérdéssphaerájához. Orvosok és gyógyszerészek Lapja 1934, 5. szám, 98–101. oldalak

Munkásságának e szegmensét az utókor – főként az eugenika későbbi szélsőséges alkalmazása, és annak tragikus következményei ismeretében – ma negatívan ítéli meg.